# مینی ویت
مینی ویت (به انگلیسی: Meyne Wyatt)(زاده ۱۴ اوت ۱۹۸۹) بازیگر استرالیایی است.
از فیلم‌های معروف او می‌توان به بازی در استرانگرلند اشاره کرد.
مینی ویت در سال 1394 دوره‌ی شلوغی را در سینما و تلویزیون داشت و در اثر مهمی ایفای نقش کرده است. او کار حرفه ای خود را از سینما و از فیلم Strangerland شروع کرد.  او در این فیلم با Kim Farrant همکاری داشت.